# Xylobiont
Xylobiont (von griechisch xylos Holz; und bios Leben) bedeutet „das Holz bewohnend“, „im Holz lebend“ oder „Holzbewohner“. 
Xylobionten ernähren sich vollständig oder teilweise von Holz, bewohnen es oder benutzen die im Holz enthaltene Zellulose zum Nestbau. Xylobionten können Pilze (Baumpilze) oder Tiere sein. Im Tierreich stellen die Insekten die meisten Xylobionten, allen voran die Käfer, zum Beispiel aus der Familie der Bockkäfer.